# Michelangelo Frammartino
Michelangelo Frammartino, né en 1968 à Milan (Italie), est un réalisateur et scénariste italien.
Il est surtout connu pour son film Le quattro volte (2010) et Il Buco (2021)

## Biographie
Michelangelo Frammartino naît à Milan en 1968 de parents calabrais originaires de Caulonia.
Il étudie l'architecture à l'École polytechnique de Milan (Politecnico di Milano) puis le cinéma à la Civica Scuola di Cinema Luchino Visconti. Il commence à travailler dans le monde de l'art vidéo en réalisant des installations vidéo telles que La casa delle belle addormentate (1997), inspirée de Kawabata et produite par Filmmaker Doc. Il réalise également plusieurs courts métrages, dont Scappa Valentina (2001).
Avec un montant de 5 000 euros provenant principalement d'un prix en espèces remporté au Bellaria Film Festival et une caméra 16 mm prêtée par la Civica (it), il tourne son premier long métrage, Il Dono (2003), qu'il met en scène dans la ville natale de ses parents. Le film est présenté en vidéo au Festival Infinity et grâce à l'implication d'ItaliaCinema, de la Rai et de Lab80, le réalisateur pourra en faire une copie en 35 mm qui sera projetée au Festival international du film de Locarno.
En 2010, il écrit et réalise Le quattro volte, présenté à la Quinzaine des réalisateurs au Festival de Cannes.
Après avoir travaillé jusqu'en 2015 sur un autre film qui ne s'est pas concrétisé, en 2021, onze ans après Le quattro volte, il présente son troisième long métrage, Il Buco, en compétition au 78e Festival international du film de Venise, où il est acclamé par le public et la critique. Lors de sa sortie dans les salles françaises le 4 mai 2022, Jean-Michel Frodon y repère la manifestation d'« Une spéléologie politique des regards »

### Enseignement
Il enseigne le cinéma à la Civica et à l'Istituto Europeo di Design (Institut Européen de Design).
Depuis 2005, il enseigne la direction d'institutions à l'université de Bergame.

## Filmographie partielle

### Réalisation et scénario

#### Courts métrages
- 1995 : Tracce
- 1997 : L'occhio e lo spirito
- 2001 : Scappa Valentina
- 2002 : Io non posso entrare
- 2013 : Alberi

#### Longs métrages
- 2003 : Il dono
- 2010 : Le quattro volte
- 2021 : Il buco

### Monteur
Jusqu'en 2003, il est également monteur de toutes ses réalisations.